# Graphogonalia clypealis
Graphogonalia clypealis är en insektsart som beskrevs av Young 1977. Graphogonalia clypealis ingår i släktet Graphogonalia och familjen dvärgstritar. Inga underarter finns listade i Catalogue of Life.